# Нищев, Иосиф Ильич
Иосиф Ильич Нищев (8 августа 1924, Рассказово, Тамбовская губерния — 18 марта 1993, Кривой Рог, Днепропетровская область) — советский военный, снайпер, участник Великой Отечественной войны. Полный кавалер ордена Славы.

## Биография
Родился 8 августа 1924 года в городе Рассказово (ныне — Тамбовской области) в семье рабочего. Русский. Окончил 7 классов.
С 1940 года жил в Таджикской ССР, в городе Ленинабад, работал на руднике. Член ВКП(б) с 1944 года.

### Боевой путь
В Красной армии с 1942 года. Учился в Гомельском военно-пехотном училище. Ушёл на фронт с рудника Адрасман Таджикской ССР. В боях Великой Отечественной войны с апреля 1943 года. Первые бои провёл на передней линии Центрального фронта. Воевал на 2-м Прибалтийском фронте. Затем на 1-м Белорусском фронте — снайпером 515-го стрелкового полка 134-й стрелковой дивизии, 69-й армии.
Младший сержант Нищев 22 июля 1944 года в районе населённого пункта Дрисщув, что в сорока километрах юго-восточнее города Холм в Польше, первым поднялся в атаку, ворвался в расположение противника, уничтожил 5 вражеских солдат, за что был награждён 27 июля 1944 года Орденом Славы 3-й степени.
В дни наступления от Вислы до Одера, 4 февраля 1945 года, Нищев при отражении контратак врага в районе города Франкфурт-на-Одере (Германия) из винтовки истребил свыше 10 гитлеровцев и поджёг автомашину. 7 апреля 1945 года награждён орденом Славы 2-й степени за мужество и бесстрашие.
В период наступательных боёв по прорыву долговременной обороны фашистов на западном берегу реки Одер с 17 по 24 апреля 1945 года, в районах деревень Мальнов и Дебберин, что западнее города Лебус, Иосиф Нищев снайперским огнём уничтожил 25 фашистских солдат, захватил 3 ручных пулемёта и, в бою 20 апреля 1945 года, приняв на себя командование взводом, с честью выполнил боевую задачу. 15 мая 1945 года награждён орденом Славы 1-й степени.
За время войны снайпер Иосиф Нищев уничтожил 106 вражеских солдат и офицеров.

### Трудовой путь
В 1947 году, после демобилизации из рядов Советской армии, вернулся на родину в Таджикскую ССР. Работал слесарем в механическом цехе рудника Чорух-Дайрон Ленинабадской области, техником, старшим инженером-геодезистом. В 1953 году переехал с семьёй в город Кривой Рог Днепропетровской области УССР, где окончил вечернее отделение Криворожского строительного техникума. С января 1963 года начал работать в Криворожском домостроительном комбинате прорабом, старшим прорабом, мастером-строителем, начальником участка, начальником отдела кадров.
Умер 18 марта 1993 года в Кривом Роге, где и похоронен.

## Награды
- Орден Славы 3-й степени (27 июля 1944, № 89504)[2];
- Орден Славы 2-й степени (7 апреля 1945, № 23527)[3];
- Орден Славы 1-й степени (15 мая 1945, № 1809);
- Медаль «За освобождение Варшавы»;
- Медаль «За взятие Берлина»;
- Медаль «За победу над Германией в Великой Отечественной войне 1941—1945 гг.»;
- Орден Отечественной войны 1-й степени (6 апреля 1985);
- Орден Трудового Красного Знамени;
- Медаль «В ознаменование 100-летия со дня рождения Владимира Ильича Ленина».